# Zoltán Szilágyi (mondharpbouwer)
Zoltán Szilágyi is een Hongaarse mondharpontwikkelaar en -maker.  Een mondharp is een klein, meestal metalen tokkelinstrument en lamellofoon waarbij de klank gevormd wordt door een dunne lamel aan te tokkelen waarbij het frame tussen de tanden of tegen de lippen wordt gehouden. De door hem ontworpen Black fire is een enkele centimeters lange handgemaakte mondharp. Het heeft een wat stijf geluid en brengt een uitmuntende toon voort in alle registers, maar is vooral goed in lage registers.
Zijn zoon, Áron Szilágyi is een bekende mondharpspeler die in heel Europa workshops geeft.